# Glaucium
Genre
Classification APG IV (2016)
Glaucium, parfois francisé en glaucienne ou Glaucière, est un genre de plantes à fleurs appartenant à la famille des Papavéracées.
Comme les pavots, les glauciennes ont des fleurs assez grandes à quatre pétales larges, avec de très nombreuses étamines. Par contre, alors que les pavots ont un style, puis un fruit portant plusieurs stigmates en rayons, le style des glauciennes n'a que deux stigmates, et le fruit est très allongé, pouvant dépasser 20 centimètres. La tige et les feuilles sont glauques, d'où le nom scientifique du genre. Les feuilles sont très divisées, à lobes irréguliers.
Les glauciennes sont aussi appelées « pavots cornus ». Il en existe essentiellement deux espèces :
- Glaucium corniculatum (L.) J.H. Rudolph, à fleurs le plus souvent rouges ;
- Glaucium flavum Crantz, à fleurs jaunes.

## Images

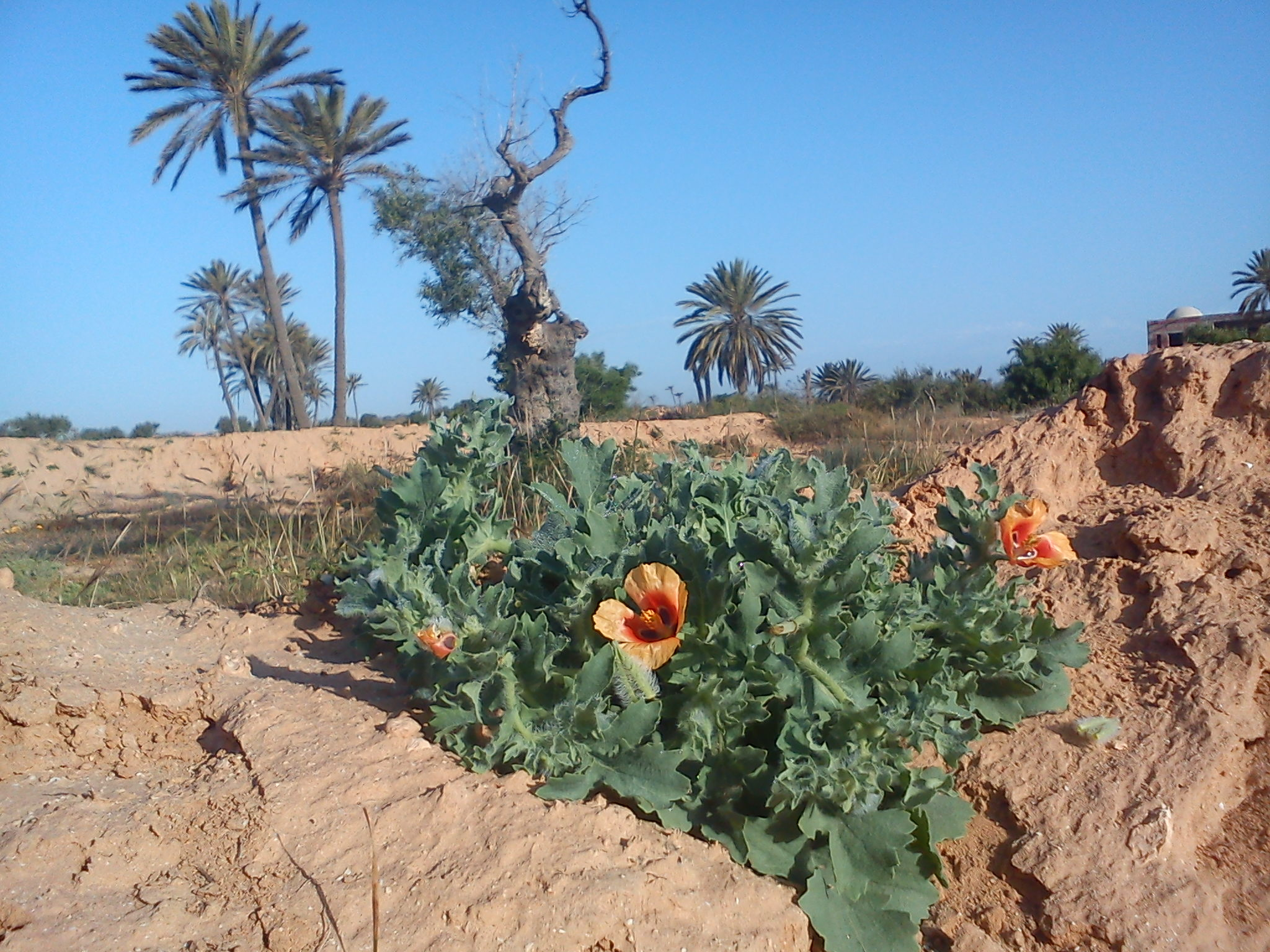
Glaucium flavum var. leiocarpum, à Djerba.
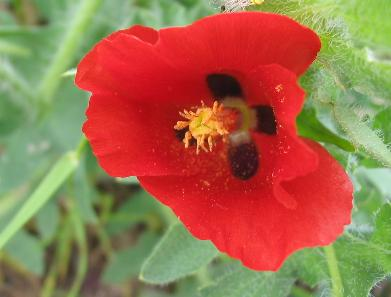
Glaucium corniculatum.
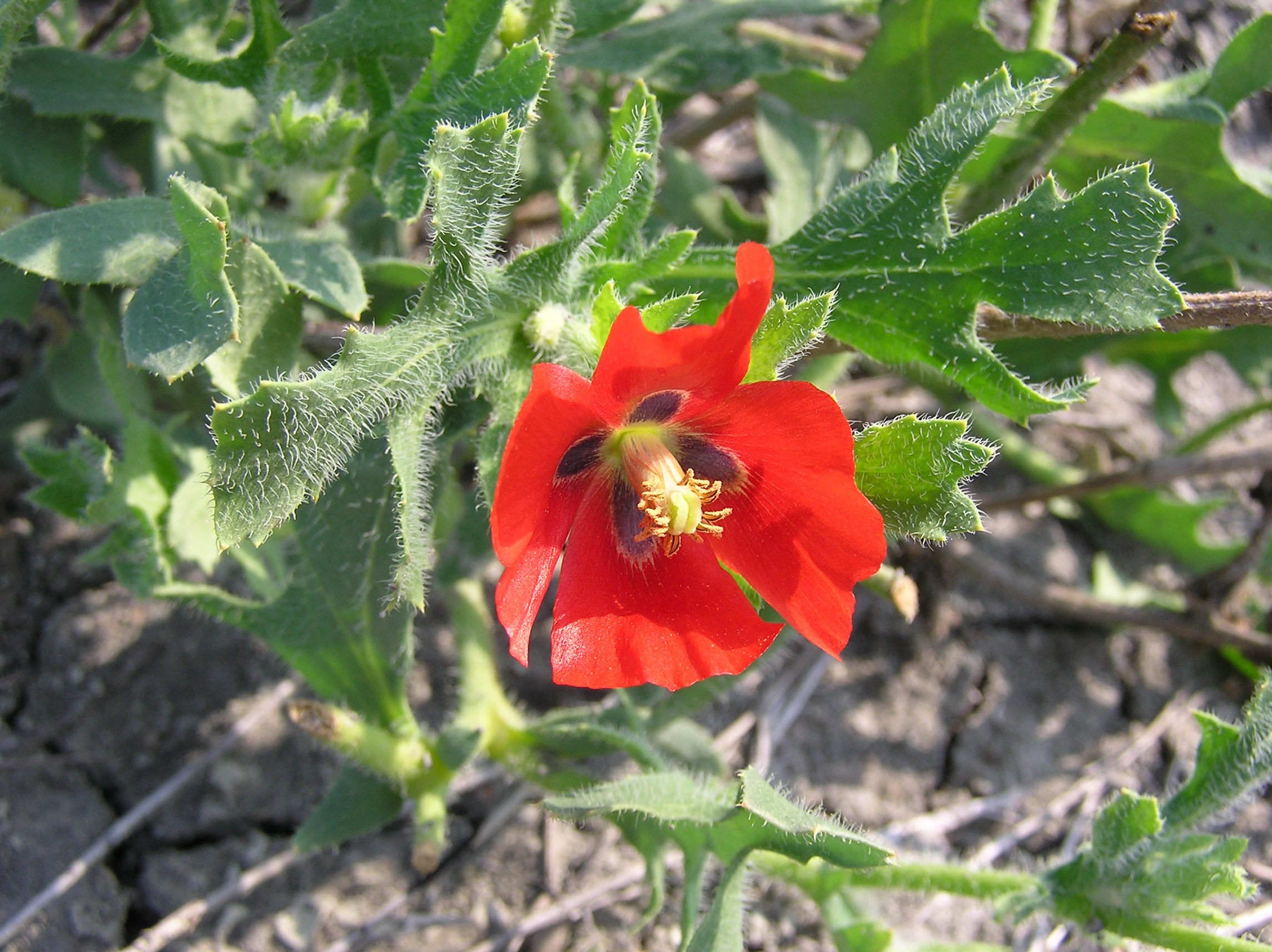
Glaucium corniculatum près de Saratov.
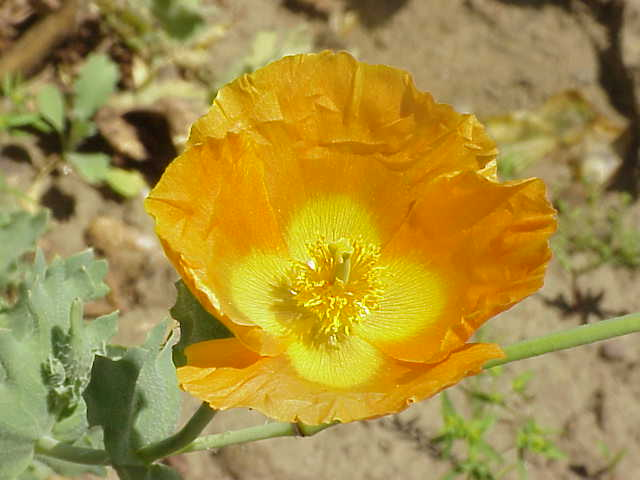
Glaucium fimbrilligerum.